# Anthemis chrysantha
La manzanilla de Escombreras, Anthemis chrysantha, es una asterácea anual iberoafricana que se distribuye en dos grupos de poblaciones: una en las costas de Argelia y la otra en las costas de Cartagena en España.

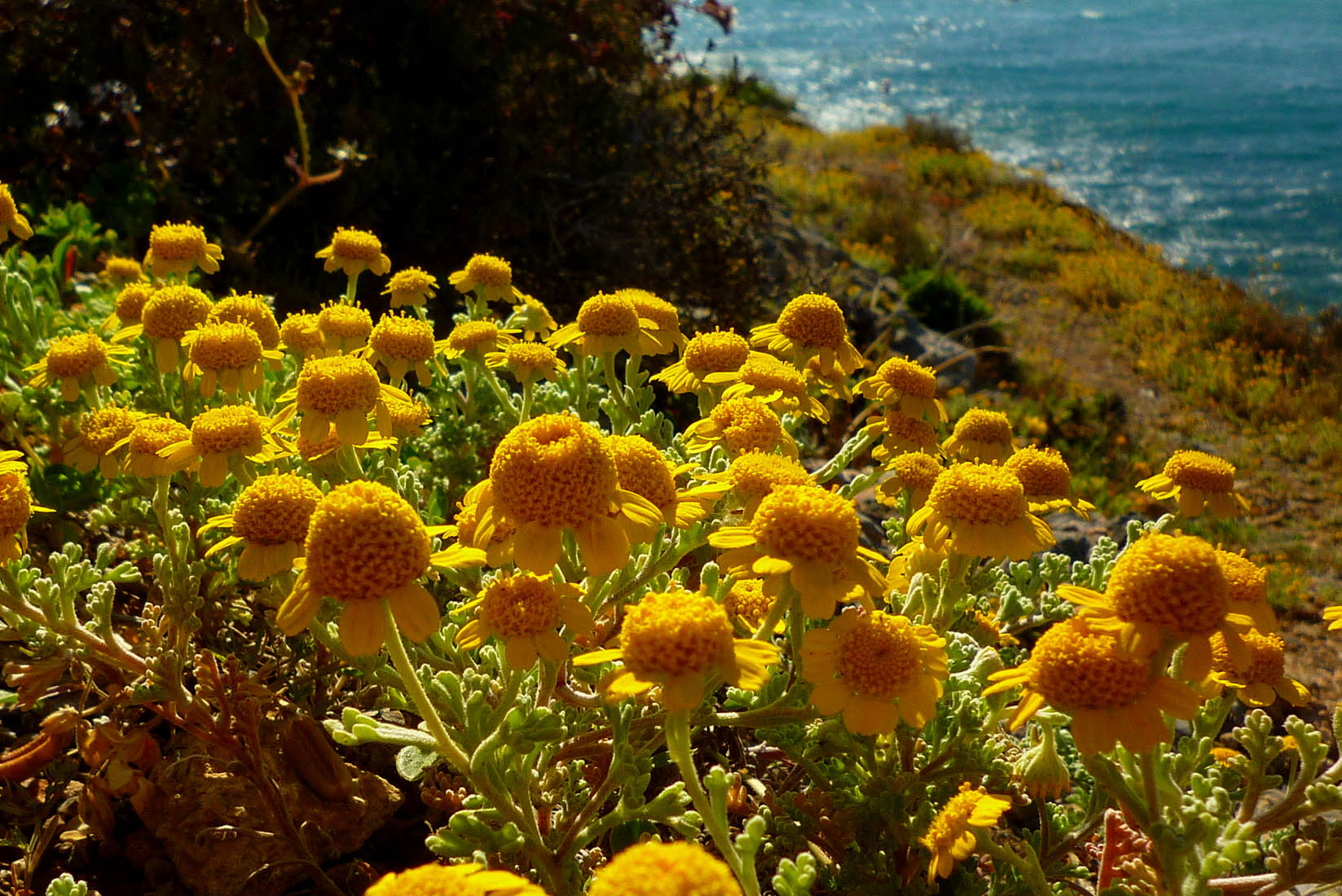
Población de La Azohía.

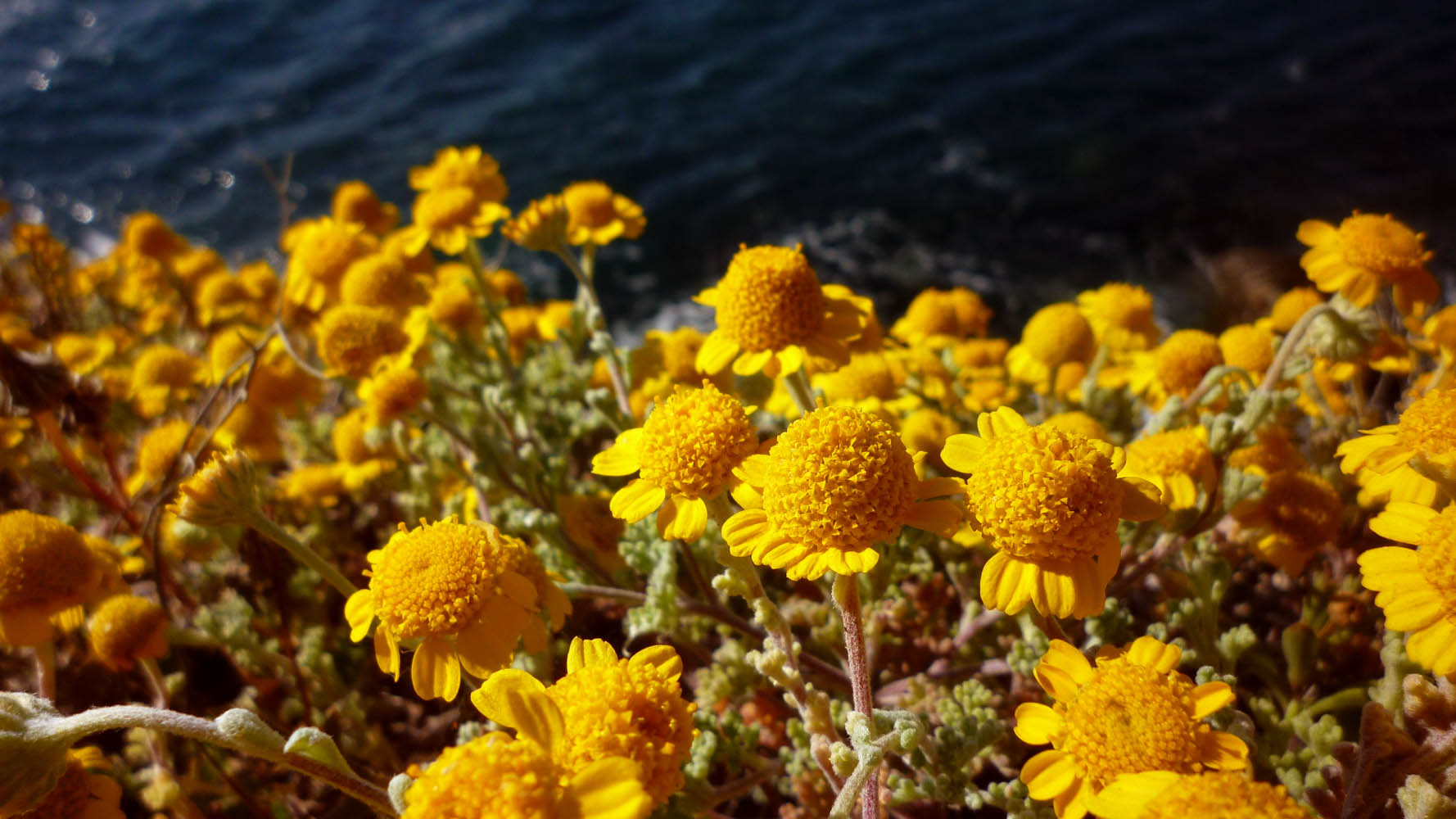
Población de La Azohía.

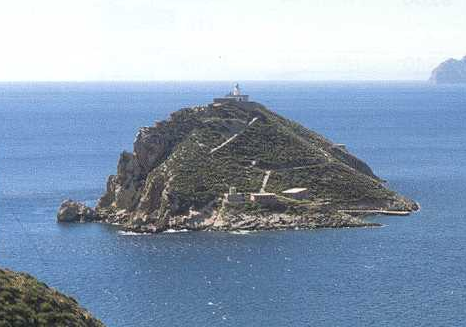
Islote de Escombreras donde se encuentra una de las dos poblaciones ibéricas.

## Distribución en España
En España, contaba históricamente con cuatro poblaciones, todas en el municipio de Cartagena. Actualmente la situación de sus poblaciones es la siguiente:
- Una en la isla de Escombreras, con unos 12.000 ejemplares, en la entrada al puerto de Cartagena.

- Otra, con unos 40.000 individuos, se encuentra en la punta de La Azohía, en la Bahía de Mazarrón.

- Una tercera población descrita en la Sierra de la Muela no ha vuelto a ser encontrada

- La población que se encontraba en la Punta de Aguilones de la Sierra de la Fausilla, frente a la isla de Escombreras, fue dinamitada en las obras de la dársena de Escombreras, siendo posteriormente recuperada en 2015 en el marco de un proyecto conjunto llevado a cabo por la Universidad Politécnica de Cartagena, la Autoridad Portuaria de Cartagena (APC) y la Fundación Biodiversidad. La actuación fue financiada por el Ministerio de Agricultura (vía Fundación Biodiversidad) y la APC.[1]

- En el marco de la actuación precedente se crearon dos nuevas poblaciones, situadas en la Cala del Bolete Grande y en la Algameca Chica.[1]

## Distribución en Argelia
En Argelia, la población de Anthemis chrysantha se distribuye en:
- Islas Habibas y Kristel en las costas de Orán.

- En las costas de Mostaganem.

## Estado de conservación y protección
A pesar de ser una especie abundante en las localizaciones donde se encuentra, debido al muy reducido tamaño de las áreas ocupadas, se considera que se encuentra en peligro crítico (CR) de extinción en España, según los criterios de la UICN. Con esta clasificación se encuentra recogida en el Libro Rojo de la Flora Vascular Amenazada de España. A nivel global no ha sido evaluado su estado.
Legalmente se encuentra catalogada como en peligro de extinción en el Catálogo Regional de Flora Silvestre Protegida de la Región de Murcia.
La población de la Isla de Escombreras se encuentran protegidas dentro del espacio Islas e Islotes del Litoral Mediterráneo de la Región de Murcia con la categoría de Parque natural y Lugar de Importancia Comunitaria (LIC).
La población de La Azohía se encuentra incluida dentro del espacio protegido de la Sierra de la Muela, Cabo Tiñoso y Roldán, protegido con las categorías de Parque natural, Zona de Especial Protección para las AVES (ZEPA) y Lugar de Importancia Comunitaria (LIC).
Las población argelina de la Islas Habibas está incluida dentro de la categoría de Reserva Natural declarada para tales islas.

## Taxonomía
Anthemis chrysantha fue descrita por   Jacques Etienne Gay y publicado en Flora Mexicana. 191. 1894
Citología
Número de cromosomas de Anthemis chrysantha (Fam. Compositae) y táxones infraespecíficos: 2n=18
Etimología
Anthemis: nombre genérico que viene de la palabra griega: "Anthemon" (= flor) luego se transformó en "Anthemis" (= pequeña flor) y se refiere a " las inflorescencias de las plantas. Este nombre fue utilizado por los antiguos griegos para indicar una de las muchas especies de manzanilla.  El nombre científico aceptado actualmente ( Anthemis ) fue asignado a este género por Carlos Linneo (1707-1778), biólogo y escritor sueco, considerado el padre de la moderna clasificación científica de los organismos vivos, en la publicación de Species Plantarum de 1753. En realidad, fue el botánico toscano Pier Antonio Micheli (1679-1737) quien propuso originalmente el nombre de este género en su obra Nova plantarum genera: iuxta Tournefortii methodum disposita (1729).
chrysantha: epíteto latino que significa "con espinas doradas".
Sinonimia
- Anthemis chrysantha var. intermedia Faure & Maire
- Anthemis jimenezii Pau
- Anthemis ximenezii Pau[8]

## Nombres comunes
- Castellano: Manzanilla de Escombreras